# Hollós Olivér
Hollós Olivér (Győr, 1946. november 24.–) magyar operatőr.

## Élete
Jelentkezett az 1961-ben alakult amatőrfilmes szövetségbe, ahol elvégzett néhány filmkészítő tanfolyamot, majd beiratkozott az angyalföldi művelődési ház filmklubjába. 
Húszéves korában készítette el első amatőrfilmjét. Később megtanulta a fényképészmesterséget, és elhelyezkedett a televíziónál. Volt kameraman, segédoperatőr, több éves gyakorlat után pedig – 1972-ben – főiskolai hallgató lett. A Színház- és Filmművészeti Egyetem elvégzése után, 1976-tól operatőr lett, és visszatért a televízióhoz.  
Védtelen utazók (1981) című filmben operatőrként a Veszprém Város Díját kapta.

## Filmjeiből
- 1998. ...hogy magának milyen mosolya van! – Fény és mosoly 7.0 operatőr (magyar tévéfilm, 59 perc, 1998)
- 1991. Muzsikál a mozi – Összeállítás régi magyar filmslágerekből 2. 10 operatőr (magyar szórakoztató műsor, 42 perc, 1991)
- 1991. Koltai kabaré 6.2 operatőr (magyar színházi felvétel, 1991)
- 1988. A rablólovag 9.1operatőr (magyar tévéfilm, 78 perc, 1988)
- 1985. Lakótelepi mítoszok 7.9 operatőr (magyar tévéjáték, 89 perc, 1985)
- 1985. Akár tetszik, akár nem 6.5operatőr (magyar tévéjáték, 83 perc, 1985)
- 1981. Királyi vadászat 7.1operatőr (magyar színházi felvétel, 95 perc, 1981)
- 1981. A hét műtárgya 10 operatőr (magyar ismeretterjesztő filmsorozat, 5 perc, 1981)
- 1978. Váljunk el! 8.6operatőr (magyar tévéfilm, 57 perc, 1978)
- 1978. Saroküzlet 7.3operatőr (magyar tévéfilm, 87 perc, 1978)
- 1978. A Talpsimogató 8.2operatőr (magyar tévéjáték, 36 perc, 1978)
- 1977. Humor-morzsák... – Találkozás Romhányi Józseffel 9.0operatőr (magyar portréfilm, 51 perc, 1977)
- 1977. Doktor Senki 7.6operatőr (magyar tévéfilm, 83 perc, 1977)
- 1976. Pszichokozmoszok 8.0operatőr (magyar rövid játékfilm, 13 perc, 1976)
- 1975. Koplalóművész 10 operatőr (magyar kisjátékfilm, 34 perc, 1975)
- Zenészek a periférián operatőr (magyar dokumentumfilm, 28 perc)
- Reneszánsz emlékek operatőr (magyar ismeretterjesztő film, 123 perc)
- Muzsikál a mozi 10 operatőr (magyar szórakoztató műsor)
- Az építészet ürügyén 10 operatőr (37 perc)
- Anyúúú! 8.0 operatőr (magyar ifjúsági film, 27 perc)